# Zo Zit Dat
Zo Zit Dat is een Nederlands vierwekelijks jeugdtijdschrift van DPG Media Magazines, bedoeld voor kinderen tussen de acht en dertien jaar. De eerste uitgave was in september 1994. Het blad is gevuld met informatie over populaire, min of meer wetenschappelijke onderwerpen, die op een begrijpelijke manier worden uitgelegd. Zo staan er bijvoorbeeld speciale pagina's over computers in en worden er experimenten gedaan, waarbij moeilijke woorden en wetenschappelijke termen buiten beschouwing worden gelaten.
De lezers kunnen vragen stellen die worden beantwoord in de rubriek "Joost mag het weten". Er is elke maand een strip in het blad, waarin Joost en Professor Breinstein de hoofdrollen spelen. Deze strip is in de plaats gekomen van Hank Spencer.
In de jaren 90 hadden een aantal artikelen van het blad vrij veel pseudowetenschapelijke inhoud zoals ufo's, "alternatieve" theorieën over de bermuda driehoek, Grigori Raspoetin, Paaseiland, enzovoorts.
Een populairwetenschappelijk blad voor mensen vanaf een nog een wat hogere leeftijd, is KIJK. 

## Oplage
| Jaar | Betaalde gerichte oplage | Totaal verspreide oplage |       |
| ---- | ------------------------ | ------------------------ | ----- |
| 2004 | 30.098                   | 31.716                   | [ 2 ] |
| 2006 | 27.258                   | 33.155                   | [ 3 ] |
| 2007 | 30.670                   | 33.654                   | [ 4 ] |
| 2011 | 27.801                   | 34.135                   | [ 5 ] |
| 2012 | 26.436                   | 28.825                   | [ 6 ] |
| 2022 | 27.243                   | 27.828                   |       |